# Gol de Placa
S'anomena el Gol de Placa un gol marcat pel futbolista brasiler Edson Arantes do Nascimento, més conegut com a Pelé, el 5 de març de 1961 en el partit on el Santos es va imposar per 3 a 1 davant el Fluminense. Rep aquesta denominació pel fet que en 1968 es va col·locar a l'estadi de Maracaná una placa de bronze recordant el gol.
Al minut 40 del primer temps, el defensa Dalmo va passar la pilota a Pelé, que va emprendre una cursa directa cap a la porteria defensada per Castilho. Va driblar set jugadors del Fluminense en 40 metres, i va marcar un gol que es va considerar una lliçó de potència, qualitat, tècnica individual i fredor de cara a la porteria contrària.
Tot l'estadi, inclosos els afeccionats del Fluminense el van aplaudir durant dos minuts. El gol va ser molt comentat a la premsa esportiva de l'època.
No hi ha imatges de televisió d'aquest gol, a causa del fet que no hi havia cap càmera a l'estadi per a filmar-lo. Avui es mira de reconstruir aquesta jugada amb mitjans computacionals, basant-se en fotos i relats de reporters i espectadors que van presenciar la jugada màgica d'O Rei.

## Altres gols històrics
- Gol del Segle
- La mà de Déu
- El penal de Panenka